# Гипотеза фон Неймана
Гипотеза фон Неймана — опровергнутая гипотеза о структуре аменабельных групп; предполагала, что любая неаменабельная группа содержит подгруппу, изоморфную свободной группе с двумя образующими.
В 1929 году во время его работы над парадоксом удвоения шара Джон фон Нейман ввёл понятие аменабельной группы. Он доказал, что любая группа, содержащая свободную подгруппу ранга 2, не является аменабельной. Предположение о том, что верно и обратное, было сделано несколькими математиками в 1950-х и 1960-х годах. Хотя эта гипотеза носит имя фон Неймана, первая публикация с её формулировкой дана Махлоном Маршем Дэйем в 1957 году.
Альтернатива Титса, доказанная в 1972 году, даёт положительный ответ в случае, если группа линейна, то есть является подгруппой группы матриц над некоторым полем.
Гипотеза была опровергнута Ольшанским в 1980 году: он доказал, что монстр Тарского, который, как легко видеть, не имеет свободных подгрупп ранга 2, неаменабелен. Два года спустя Адян установил, что определённые бернсайдовские группы также дают контрпример. 
Возможным контрпримером является группа Томпсона {\displaystyle F}, но до сих пор не известно, является ли она аменабельной.
Ни один из первых контрпримеров не являлся конечно заданной группой и в течение многих лет считалось, что, возможно, гипотеза верна для конечно представленных групп. Однако в 2003 году Ольшанский и Сапир построили конечно-представленные контрпримеры.
В 2012 году Николас Монод нашёл простой контрпример к гипотезе. В 2013 году Лодха и Мур нашли конечно-представленные подгруппы в примере Монода, которые также дают контрпример, ставший первым примером без кручения — он допускает задание с тремя образующими и девятью соотношениями. Лодха позже показал, что эта группа {\displaystyle G} удовлетворяет свойству {\displaystyle F_{\infty }}, то есть её {\displaystyle K(G,n)}-пространство имеет конечное число клеток каждой размерности.